# Pomacentrus moluccensis
Pomacentrus moluccensis är en fiskart som beskrevs av Bleeker, 1853. Pomacentrus moluccensis ingår i släktet Pomacentrus och familjen Pomacentridae. Inga underarter finns listade i Catalogue of Life.